# 정병석
정병석(鄭秉錫, 1953년 5월 17일 ~ )은 제14대 노동부 차관을 역임한 공무원이자, 제5대 한국기술교육대학교 총장을 역임한 교육인이다. 본관은 진주이며, 전라남도 영광군 출신이다.

## 학력
- 광주제일고등학교
- 서울대학교 무역학과 경제학 학사
- 미시간 주립대학교 경제학 석사
- 중앙대학교 대학원 경제학 박사

## 경력
- 제17회 행정고시 합격
- 노동부 고용정책과장
- 노동부 고용보험심의관
- 광주지방노동청장
- 노동부 고용총괄심의관
- 노동부 근로기준국장
- 노동부 노정국장
- 중앙노동위원회 상임위원
- 노동부 기획관리실장
- 제14대 노동부 차관
- 제5대 한국기술교육대학교 총장
- 2015년 ~ 2017년 노사정위원회 산하 청년고용협의회 위원장
- 2015년 ~ 2019년 삼성물산 거버넌스위원회 외부 전문위원
- 2009년 ~ 2020년 한양대 경제학부 석좌/특임교수
- 2009년 9월 ~ 한국기술교육대학교 명예교수
- 2020년 3월 ~ 삼성물산 이사회의장
- 2020년 3월 ~ 삼성물산 사외이사
- 삼성물산 사외이사후보 추천위원회 위원
- 삼성물산 감사위원회 위원
- 삼성물산 보상위원회 위원
- 삼성물산 ESG위원장
- 케이정책플랫폼 자문위원

| 전임 박길상 | 제14대 노동부 차관 2004년 9월 1일 ~ 2006년 1월 31일 | 후임 김성중 |